# جاي تيموثي هنت
جاي تيموثي هنت (بالإنجليزية: J. Timothy Hunt)‏ هو كاتب وصحفي وكاتب للأطفال أمريكي، ولد في 1 أبريل 1959 في لينووود في الولايات المتحدة.

## وصلات خارجية
- جاي تيموثي هنت على موقع IMDb (الإنجليزية)